# تيري أندرسون (لاعب كرة قدم)
تيري أندرسون (بالإنجليزية: Terry Anderson)‏ (11 مارس 1944 بووكينغ في المملكة المتحدة - 24 يناير 1980 في المملكة المتحدة) هو لاعب كرة قدم بريطاني في مركز جناح ‏. لعب مع سكونثورب يونايتد وكولتشستر يونايتد ونادي أرسنال ونادي كرو ألكساندرا ونورويتش سيتي وBaltimore Comets ‏.

## وصلات خارجية
- تيري أندرسون على موقع قاعدة بيانات كرة القدم.إي يو (الإنجليزية)